# Björn Molin (kommunalråd)
Björn Christer Molin, född 15 december 1942 i Bromma, är en svensk företagare och politiker i Österåkers kommun.
Björn Molin var kommunalråd i Österåker 1998–2002 som moderat, tillika kommunstyrelsens ordförande 1999–2002. Molin har bland annat uppmärksammats i riksmedia när han förespråkade statliga bordeller och för synpunkter på u-hjälp. Han aktiverade sig för ett svenskt EMU-medlemskap men har inte varit okritisk till EU.
Eftersom han var kontroversiell inom sitt parti bytte han dock inför valet 2006 parti till det lokala Roslagspartiet Borgerligt Alternativ, som han snart blev ordförande för. Efter att Molin 2006 trädde in i Roslagspartiet har partiet stadigt haft fem mandat, och fick i valet 2018 9,7% av rösterna i kommunalvalet i Österåker vilket gjorde det till det tredje största i kommunen. Molin var under perioden 2006–2021 ledamot och gruppledare för Roslagspartiet i Österåkers fullmäktige, men uteslöts 2021 efter en intern tvist om storleken på hans arvode.
Vid valet 2022 kandiderade Molin för partiet Medborgerlig samling (MED). Han stod som nummer två på partiets valsedel, men på grund av många personröster blev han den som tog partiets enda fullmäktigeplats.
I oktober 2024 uteslöts Molin från Medborgerlig samling då det framkommit att han utan att förankra det hos styrelsen MED Österåker lämnat in ett förslag på budget till kommunfullmäktige som förespråkade skattehöjningar.